# 김형렬 (축구인)
김형렬(1964년 2월 20일 ~ )은 대한민국의 전 축구 선수이자, 현 축구 지도자이다.